# Велике Буртаново
Велике Бурта́ново (рос. Большое Буртаново) — присілок у складі Кічменгсько-Городецького району Вологодської області, Росія. Входить до складу Кічмензького сільського поселення.

## Населення
Населення — 122 особи (2010; 160 у 2002).
Національний склад (станом на 2002 рік):
- росіяни — 99 %